# Simon Winawer
Simon Winawer (Varsavia, 6 marzo 1838 – Varsavia, 12 gennaio 1920) è stato uno scacchista polacco.
Era del tutto sconosciuto (come commentò Staunton "cadde dal cielo") quando partecipò al torneo di Parigi 1867, classificandosi = 2º con Steinitz dietro al vincitore Von Kolisch.
Nei successivi quindici anni disputò numerosi tornei, dimostrando di essere uno dei migliori giocatori al mondo. Principali risultati dopo il 1867:
- 1º a Varsavia 1868, il primo torneo importante giocato in Polonia.
- Match con Shumov a San Pietroburgo 1875: (+5 –2).
- 2º al torneo di Parigi 1878 (terminò il torneo a pari punti con Johannes Zukertort, ma perse il play-off) davanti a Blackburne e MacKenzie.
- 3º con Chigorin a Berlino 1881.
- 1º con Steinitz nel Torneo di Vienna 1882, considerato il più forte disputato fino a quel momento.
- 1º a Norimberga nel 3º campionato tedesco open, davanti a Blackburne.

Dopo una lunga assenza tornò a giocare dopo il 1890 ma dovette lasciare il passo alle giovani leve come Siegbert Tarrasch e Emanuel Lasker.
Arrivò 3º a Dresda 1892 e Budapest 1896. Sempre nel 1896 perse un match con Janowski 2 – 5. Giocò il suo ultimo torneo a Monte Carlo nel 1901 all'età di 61 anni, ma non entrò nella lista dei premiati.
Winawer ha dato diversi importanti contributi alla teoria delle aperture. I più importanti sono:
- La variante Winawer della difesa Francese: 1.e4 e6 2.d4 d5 3.Cc3 Ab4 (chiamata anche variante Nimzovich)
- Il gambetto Winawer della difesa Slava: 1.d4 d5 2.c4 c6 3.Cc3 e5, introdotto con successo nel torneo di Monte Carlo 1901 contro Marshall. Dopo 4.dxe5 il Nero gioca 4. ...d4, un'idea simile a quella del controgambetto Albin.